# Je hais les vacances

Je hais les vacances est un téléfilm français réalisé par Stéphane Clavier en 2006. C'est le troisième volet de la saga "Je hais ..." qui suit Je hais les enfants réalisé en 2003 par Lorenzo Gabriele et Je hais les parents réalisé en 2005 par Didier Bivel.

## Synopsis
Bruno, Florence et leur famille partent en vacances. Bien que l'on se demande si ce sont vraiment des vacances. En tous cas, ce ne sont pas les ennuis qui sont en vacances, car ils les accompagnent ... Leur hôtel ayant été victime d'un plastiquage juste avant leur départ pour l'île de Beauté, décision est prise de passer celles-ci chez leur cousin à proximité de La Ciotat, où chemin faisant, chacun de son côté, finit par rencontrer son amour de vacances.

## Fiche technique
- Réalisation : Stéphane Clavier
- Scénario : Jean-Luc Goossens
- Musique : Michaël Tordjman et Julien Jabre
- Date de diffusion : 5 septembre 2007

## Distribution
- Stéphane Freiss : Bruno
- Carole Richert : Florence
- Stéphane De Groodt : Étienne
- Paul Charlent : Mathieu
- Thomas Doucet : Lionel
- Clémence Lassalas : Camille
- Maëva Pasquali : Clara
- François Vincentelli : Le berger